# Kohninia
Kohninia is een monotypisch geslacht van schimmels uit de familie Sclerotiniaceae. Het bevat alleen Kohninia linnaeicola.